# Бејтс Сити (Мисури)
Бејтс Сити (енгл. Bates City) град је у америчкој савезној држави Мисури.

## Демографија
По попису из 2010. године број становника је 219, што је 26 (-10,6%) становника мање него 2000. године.
| Група             | 2000.       | 2010.       |
| Белци             | 238 (97,1%) | 213 (97,3%) |
| Афроамериканци    | 2 (0,8%)    | 0 (0,0%)    |
| Азијати           | 0 (0,0%)    | 0 (0,0%)    |
| Хиспаноамериканци | 3 (1,2%)    | 4 (1,8%)    |
| Укупно            | 245         | 219         |